# Prográdní dráha
Prográdní dráha je taková oběžná dráha přirozeného nebo umělého kosmického tělesa kolem planety, po níž se toto těleso pohybuje takovým způsobem, že průmět pohybujícího se tělesa do základní roviny planetocentrické souřadné soustavy (roviny rovníku planety) vykonává pohyb ve směru otáčení planety. Pohybuje-li se těleso po oběžné dráze kolem Slunce, pak za prográdní dráhu se považuje taková dráha, kdy průmět tělesa do roviny ekliptiky se pohybuje ve stejném směru, jako se pohybují planety Sluneční soustavy. 
Sklon dráhy i k základní rovině je u prográdních drah 0° ≤ i < 90°. Pohyb po takovéto dráze se nazývá prográdní neboli přímý. 
Opakem prográdní dráhy je retrográdní dráha. Výjimečné postavení mají oběžné dráhy kolmé na základní rovinu souřadné soustavy, které se nazývají polární dráhy.